# Joel Hjalmar
Anders Joel Hjalmar, född 28 juni 2005 i Göteborg, är en svensk fotbollsspelare som spelar för BK Häcken. 

## Klubbkarriär
Joel Hjalmar började spela fotboll i Kållereds SK som 5 åring och fortsatte vidare till GAIS ungdomsverksamhet vid 10 års ålder.
Säsongen 2019 fortsatte karriären i Qviding FIF och där gjorde Hjalmar även sin debut inom seniorfotboll i div.1 södra den 23 april 2022 mot Oskarshamns AIK. Inför säsongen 2023 värvades Hjalmar av BK Häcken och spelade 2 säsonger i P19 Allsvenskan och fick avsluta sin tid som junior med att vinna P19 Allsvenskan 2024. Vinsten tog laget till Skandinaviska mästerskapen i Marbella men där blev laget besegrat av Silkeborg IF.
Inför säsongen 2025 flyttades Joel Hjalmar upp i A-truppen och lånades kort därefter ut till Norrby IF i div.1 södra där han under första halvan av säsongen noterats för 1 mål och 2 assist på 14 matcher.